# Мрясімово
Мрясі́мово (рос. Мрясимово, башк. Мерәсем) — присілок у складі Караідельського району Башкортостану, Росія. Адміністративний центр Урюш-Бітуллінської сільської ради.
Населення — 243 особи (2010; 347 у 2002).
Національний склад:
- татари — 89 %